# Pierre Dubois
Pierre Dubois, född omkring 1255, död omkring 1312, var en fransk politisk teoretiker.
Dubois verksamhet föll under Filip den skönes regering, och hans författarskap han till stor del sammanhang med kungens kamp mot påvemakten. Han skrev försvarsskrifter för Bonifatius VIII:s tillfångatagande, avsedda att påverka den allmänna opinionen. Dubois mest kända verk De recuperatione sanctæ terræ ("Om det heliga landets återerövring"), rör frågan om vilka metoder, som borde anlitas för att återvinna det hela landet. Det är en intressant sammanfattning av tidens diskussion av denna då brännande fråga. Dubois kräver ett återställande av freden inom kristenheten, innan man griper sig verket an; medel skulle kunna uppdrivas genom beskattning av kyrkans män och beskattning av ordensgodsen. Dubois tog även till orda rörande Tyska riket och kejsarvalet efter Albrekt I:s död, då Filip den sköne arbetade för att skaffa sig inflytande i Tyskland.